# Leptotogea camelatra
Leptotogea camelatra är en stekelart som beskrevs av Heinrich 1968. Leptotogea camelatra ingår i släktet Leptotogea och familjen brokparasitsteklar. Inga underarter finns listade i Catalogue of Life.